# 中国驻科威特大使馆
中华人民共和国驻科威特国大使馆（阿拉伯语：سفارة جمهورية الصين الشعبية لدى دولة الكويت），简称中国驻科威特大使馆，是中华人民共和国驻科威特的外交代表机构。

## 机构设置
中国驻科威特大使馆设置下列机构：
- 经商处
- 文化处
  - 文化中心
- 领事部
- 办公室

## 馆舍
1971年中科建交以来，中国驻科威特大使馆和馆员宿舍等一直以租赁的当地民宅为依托，新馆舍建成前的地址为No.82, Street 1, Block 4, Yarmouk, Kuwait。2019年3月11日，使馆新馆舍在哈瓦里省米什里夫（Mishref）新使馆区开工。2024年12月18日，新馆舍启用。